# جالو در ونیز
جالو در ونیز (ایتالیایی: Giallo a Venezia) یک فیلم ایتالیایی جالو است که در سال ۱۹۷۹ منتشر شد. از بازیگران آن می‌توان به لئونورا فانی، واسیلی کاریس، جانی دئی، ماریا تدسکی و ماری‌آنجلا جوردانو اشاره کرد.
فیلم دربارهٔ کارآگاهی است که در مورد قتلِ یک زوج تحقیق و تفحص می‌کند و در همان حال، قاتل مرموز به کشتار فجیع خود ادامه می‌دهد. فیلم حاوی صحنه‌های خشن زیادی همچون بریدن پای یک زن با یک خنجر است.